# 西大宮駅

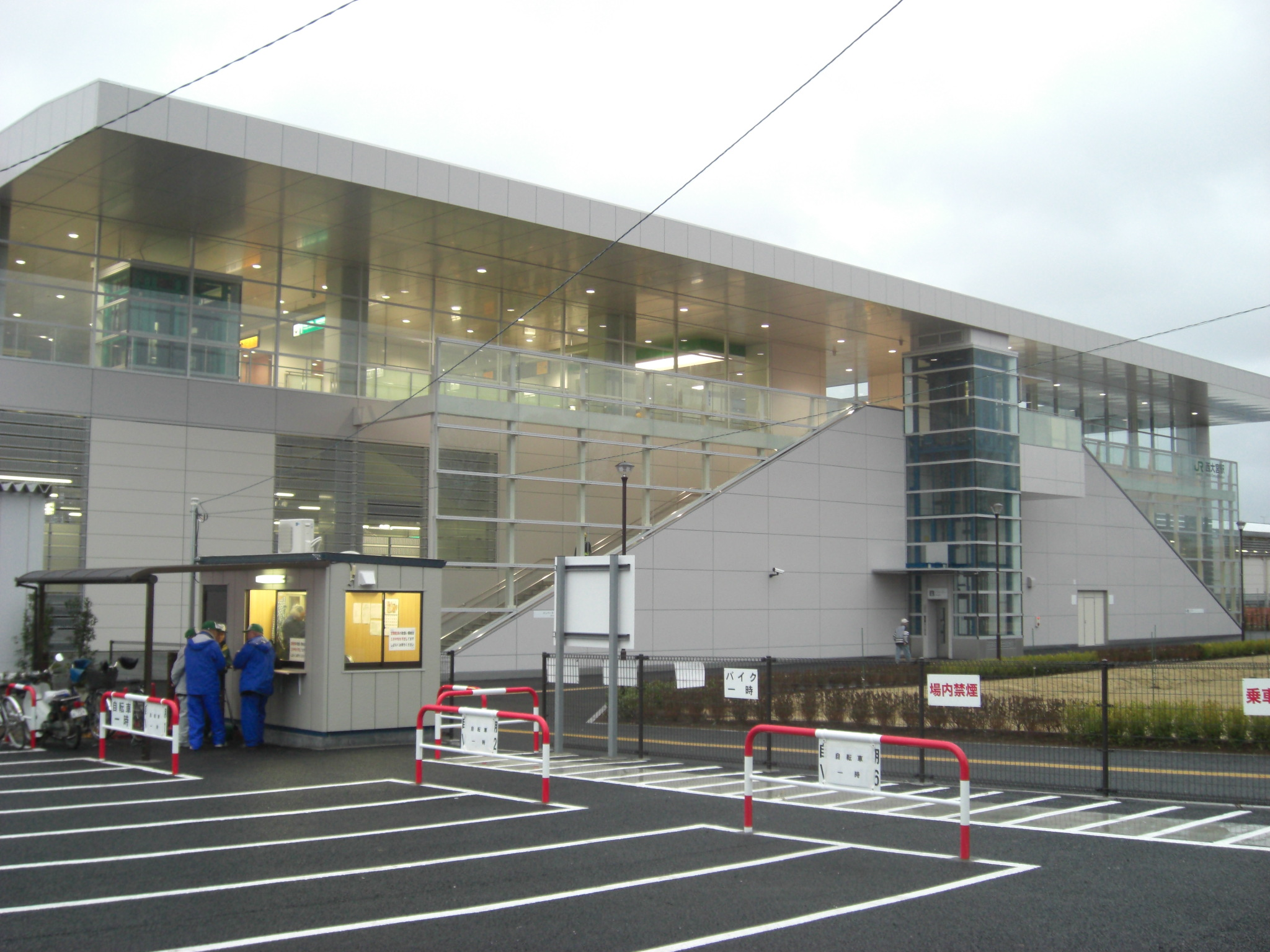
南口（2009年3月）

西大宮駅（にしおおみやえき）は、埼玉県さいたま市西区西大宮一丁目にある、東日本旅客鉄道（JR東日本）川越線の駅。
川越線において、後年に新設された唯一の駅である。

## 歴史
日進駅と指扇駅の間は4キロメートルと長く、地元住民は昭和40年代から旧大宮市に新駅設置の要望を出していた。当時、地域には埼玉栄高校が開校し、生徒の多くが直線距離で1.5キロメートルある指扇駅から徒歩で通学しており、踏切と県道をわたって住宅地の狭い道を通るため、学校職員による立番指導が行われていた。
一方、住宅・都市整備公団（当時）は、埼玉栄高を含む川越線北側の国道16号「西大宮バイパス」周辺地域で、1998年（平成10年）度に「大宮西部特定土地区画整理事業」を着手した。
その頃、浦和市・大宮市・与野市の合併協議および政令指定都市移行計画が難航しながらも進められており、区役所の予定地（区画整理地区）付近へ新駅を設置すると新聞などで報じられた。2001年（平成13年）5月1日に3市が合併してさいたま市となり、2003年（平成15年）4月1日の政令指定都市移行、西区役所開設の後に、ようやく新駅計画は具体化し、日進駅から西へ2.6キロメートル、指扇駅から東へ1.4キロメートルの位置での建設が決定した。当初は2007年（平成19年）度の開業を目指していたが、周辺での土地買収が遅れたため、翌年度末に延期された。
駅北側は、区画整理の進捗により2017年（平成29年）に町名地番変更が行われ、駅名と同じ「西大宮」となった。駅所在地も「指扇」から「西大宮」となった。駅南側では、2005年（平成17年）度に、さいたま市による「指扇土地区画整理事業」が着手されている。

### 年表
- 2006年（平成18年）度：着工。
- 2008年（平成20年）2月7日：駅名を「西大宮駅」に決定する。
- 2009年（平成21年）3月14日：川越線の日進駅 - 指扇駅間に新設開業する[2]。
- 2017年（平成29年）11月18日：大宮西部特定土地区画整理事業の換地処分が前日に行われたことに伴い、町名地番変更が行われ、所在地の町名が「西大宮」になる[5]。

## 駅構造
相対式ホーム2面2線で、一部3階建ての橋上駅舎を有する地上駅である。幅6メートルの南北自由通路とエスカレーター・エレベーターを整備している。大宮駅管理の業務委託駅（JR東日本ステーションサービス受託）である。ただし、お客さまサポートコールシステムが導入されており、早朝および日中・夜間の一部時間帯は遠隔対応のため改札係員は不在となる。
単線区間に設置され、上下線の主本線だけの単純な線路配線となっており、列車交換も可能である。
みどりの窓口は設置されていないが、指定席券売機ならびに自動券売機が設置されているほか、貸ロッカー・証明写真自動撮影機・自動販売機（傘、菓子類）・NewDays KIOSKが改札内に設置されている。

### のりば
| 番線 | 路線            | 方向 | 行先                                           |
| ---- | --------------- | ---- | ---------------------------------------------- |
| 1    | ■埼京線・川越線 | 北行 | 川越・高麗川方面                               |
| 1    | ■埼京線・川越線 | 下り | 川越・高麗川方面                               |
| 2    | ■埼京線・川越線 | 南行 | 大宮・池袋・新宿・大崎・りんかい線・相鉄線方面 |
| 2    | ■埼京線・川越線 | 上り | 大宮・池袋・新宿・大崎・りんかい線・相鉄線方面 |

当駅から川越駅以西へ直通する列車は設定されていないため、高麗川方面は川越駅で乗り換えとなる。

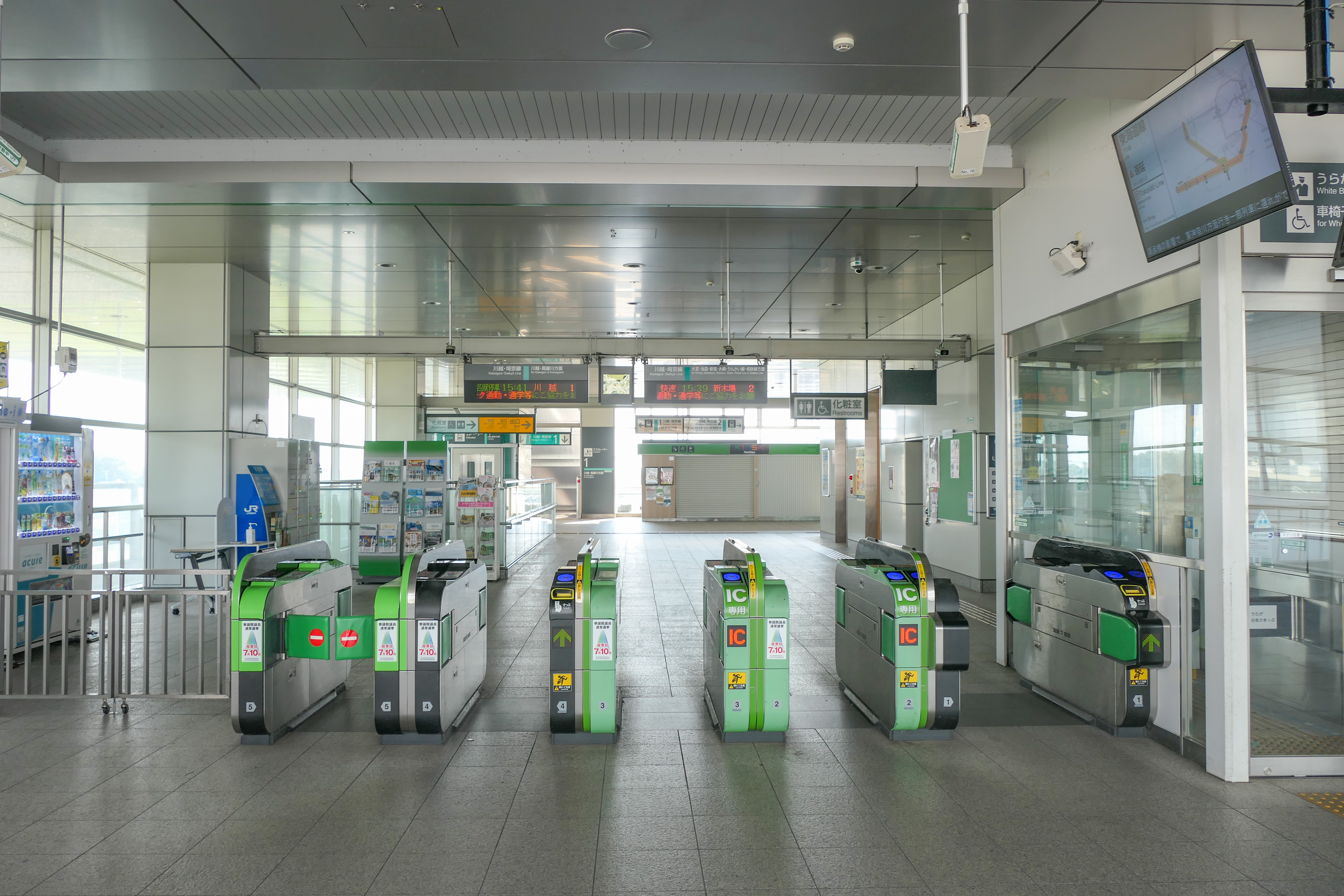
改札口（2022年6月）
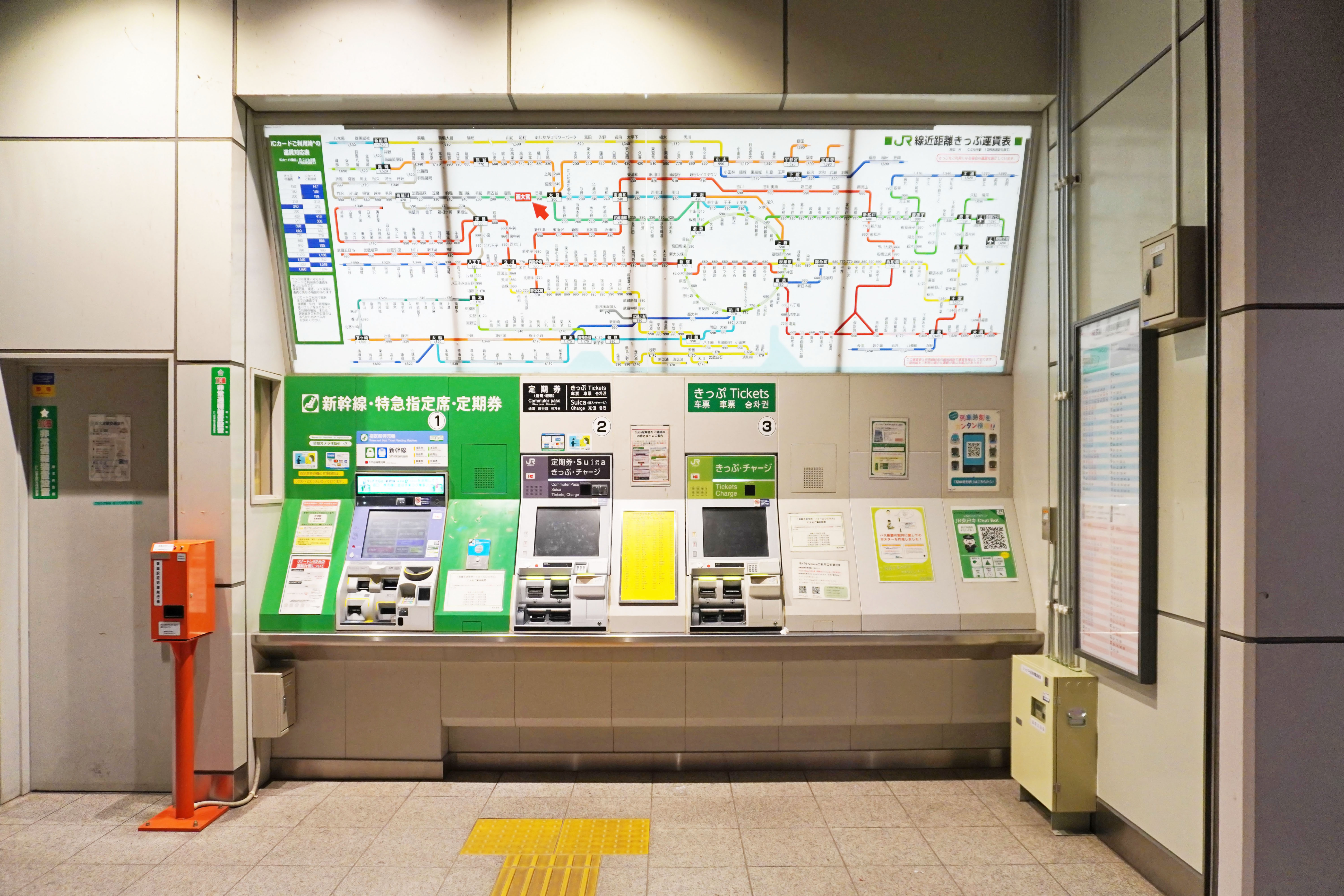
自動券売機（2023年1月）
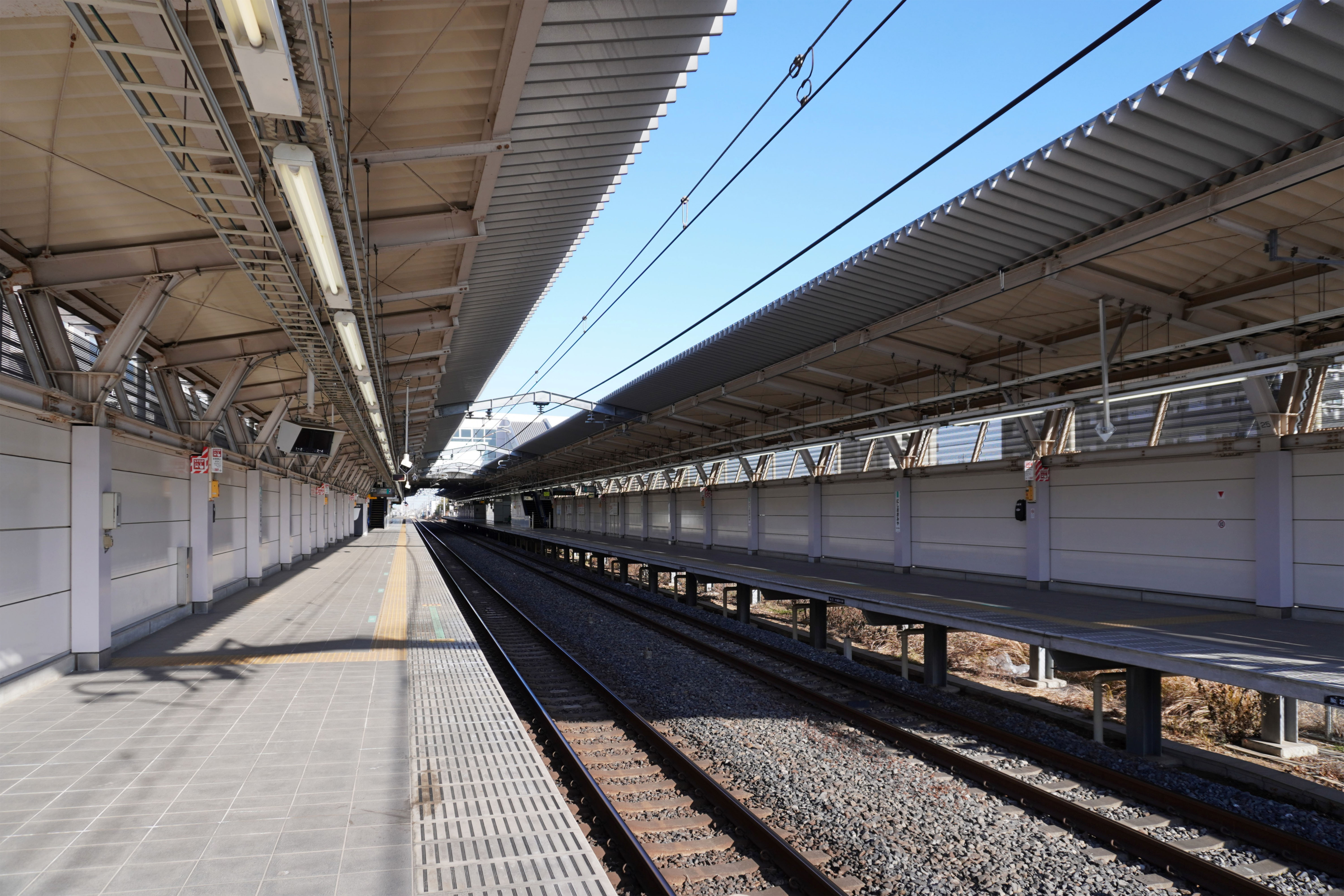
ホーム（2023年1月）

## 利用状況
2023年度（令和5年度）の1日平均乗車人員は12,099人である。
開業以降の1日平均乗車人員の推移は下表の通りである。定期外と定期の和は必ずしも合計と一致しないのは、年度全体の「乗車人員」を365（閏日が入る年度は366）で除して1日平均乗車人員を求め、計算で生じた小数点以下の値は切り捨てているためである。
| 年度               | 1日平均乗車人員 | 1日平均乗車人員 | 1日平均乗車人員 | 出典              |
| 年度               | 定期外          | 定期            | 合計            | 出典              |
| ------------------ | --------------- | --------------- | --------------- | ----------------- |
| 2008年（平成20年） | 1,621           | 1,803           | 3,424           | [ 埼玉県統計 1 ]  |
| 2009年（平成21年） | 1,210           | 3,410           | 4,620           | [ 埼玉県統計 2 ]  |
| 2010年（平成22年） | 1,352           | 4,181           | 5,533           | [ 埼玉県統計 3 ]  |
| 2011年（平成23年） | 1,488           | 4,732           | 6,221           | [ 埼玉県統計 4 ]  |
| 2012年（平成24年） | 1,679           | 5,351           | 7,030           | [ 埼玉県統計 5 ]  |
| 2013年（平成25年） | 1,826           | 5,955           | 7,782           | [ 埼玉県統計 6 ]  |
| 2014年（平成26年） | 1,944           | 6,188           | 8,133           | [ 埼玉県統計 7 ]  |
| 2015年（平成27年） | 2,102           | 6,736           | 8,838           | [ 埼玉県統計 8 ]  |
| 2016年（平成28年） | 2,182           | 7,005           | 9,187           | [ 埼玉県統計 9 ]  |
| 2017年（平成29年） | 2,309           | 7,387           | 9,696           | [ 埼玉県統計 10 ] |
| 2018年（平成30年） | 2,445           | 7,884           | 10,330          | [ 埼玉県統計 11 ] |
| 2019年（令和元年） | 2,513           | 8,644           | 11,158          | [ 埼玉県統計 12 ] |
| 2020年（令和02年） | 1,815           | 7,358           | 9,174           | [ 埼玉県統計 13 ] |
| 2021年（令和03年） | 2,265           | 8,119           | 10,384          |                   |
| 2022年（令和04年） | 2,630           | 8,698           | 11,329          |                   |
| 2023年（令和05年） | 2,896           | 9,203           | 12,099          |                   |

備考
1. ↑  2009年3月14日開業。開業日から同年3月31日までの18日間を集計したデータ。

## 駅周辺
当駅北側では、UR都市機構による土地区画整理事業「大宮西部特定土地区画整理事業」（Liv-Field 西大宮、2017年〈平成29年〉度完了）が行われ、町名が「西大宮」に変更された。南側ではさいたま市による「指扇土地区画整理事業」（2030年〈令和12年〉度完成予定）が進行中である。
道路
- 国道16号（西大宮バイパス）
- 埼玉県道165号大谷本郷さいたま線
- 埼玉県道216号上野さいたま線

官公庁・公的機関
- さいたま市西区役所
- さいたま市西消防署

文教施設
- 学校法人佐藤栄学園 埼玉栄中学校・高等学校
- さいたま市立指扇中学校
- さいたま市立指扇小学校
- 西大宮どんぐり保育園
- 西大宮青藍保育園
- 明日香西大宮保育園

商業・企業など
- マルエツ西大宮駅前店
- ヤオコー西大宮店
- さいたま市三橋プール
- 小山本家酒造
- さいたま清河寺温泉
- オレンジキューブ（RB大宮アルディージャ練習場）
- 秋葉の森総合公園

旧跡
- 方墳大塚古墳

## バス路線・乗合タクシー
バス・タクシー乗り場は駅北口にある。路線バスは「西大宮駅」停留所にて発着する。
- 東武バスウエスト （大宮営業事務所）
  - 宮09：宮原駅西口
  - 西大02：わくわくランド
- さいたま市西区コミュニティバス（西武バス大宮営業所）
  - 市民医療センター（平日のみ運行）
- さいたま市西区指扇地区乗合タクシー「あじさい号」（指扇交通）
  - 赤ルート：西楽園 / 清河寺温泉（平日のみ運行）
  - 赤＋緑ルート：清河寺温泉・西新井団地方面（平日のみ運行）

## 隣の駅
東日本旅客鉄道（JR東日本）
■川越線
■通勤快速・■快速・■各駅停車
日進駅 - 西大宮駅 - 指扇駅

### 記事本文

### 利用状況
1. ↑  埼玉県. “埼玉県統計年鑑”. 埼玉県. 2020年5月20日閲覧。
2. ↑  “さいたま市／さいたま市統計書”. www.city.saitama.jp. 2020年5月20日閲覧。

JR東日本の2008年度以降の乗車人員
1. ↑  各駅の乗車人員（2008年度） - JR東日本
2. ↑  各駅の乗車人員（2009年度） - JR東日本
3. ↑  各駅の乗車人員（2010年度） - JR東日本
4. ↑  各駅の乗車人員（2011年度） - JR東日本
5. 1 2 3  各駅の乗車人員（2012年度） - JR東日本
6. 1 2 3  各駅の乗車人員（2013年度） - JR東日本
7. 1 2 3  各駅の乗車人員（2014年度） - JR東日本
8. 1 2 3  各駅の乗車人員（2015年度） - JR東日本
9. 1 2 3  各駅の乗車人員（2016年度） - JR東日本
10. 1 2 3  各駅の乗車人員（2017年度） - JR東日本
11. 1 2 3  各駅の乗車人員（2018年度） - JR東日本
12. 1 2 3  各駅の乗車人員（2019年度） - JR東日本
13. 1 2 3  各駅の乗車人員（2020年度） - JR東日本
14. 1 2 3  各駅の乗車人員（2021年度） - JR東日本
15. 1 2 3  各駅の乗車人員（2022年度） - JR東日本
16. 1 2 3  各駅の乗車人員（2023年度） - JR東日本

埼玉県統計年鑑
1. ↑  埼玉県統計年鑑（平成21年）
2. ↑  埼玉県統計年鑑（平成22年）
3. ↑  埼玉県統計年鑑（平成23年）
4. ↑  埼玉県統計年鑑（平成24年）
5. ↑  埼玉県統計年鑑（平成25年）
6. ↑  埼玉県統計年鑑（平成26年）
7. ↑  埼玉県統計年鑑（平成27年）
8. ↑  埼玉県統計年鑑（平成28年）
9. ↑  埼玉県統計年鑑（平成29年）
10. ↑  埼玉県統計年鑑（平成30年）
11. ↑  埼玉県統計年鑑（令和元年）
12. ↑  埼玉県統計年鑑（令和2年）
13. ↑  埼玉県統計年鑑（令和3年）